# Rancurels doornhaai
Rancurels doornhaai (Squalus rancureli) is een vis uit de familie van de doornhaaien (Squalidae) en behoort derhalve tot de orde van doornhaaiachtigen (Squaliformes). De vis kan een lengte bereiken van 77 centimeter.

## Leefomgeving
De Rancurels doornhaai is een zoutwatervis. De vis prefereert diep water en leeft hoofdzakelijk in de Grote Oceaan op dieptes tussen 320 en 400 meter.

## Relatie tot de mens
De Rancurels doornhaai is voor de visserij van geen belang. In de hengelsport wordt er weinig op de vis gejaagd.